# 梁德才
梁德才（1964年5月—），湖南津市人，男，汉族，中华人民共和国政治人物。中国共产党黨員，現為株洲市政府辦調研員。